# José Brito
José Dionisio Brito Rodríguez (El Chaparro, Anzoátegui; 15 de enero de 1973) es un empresario, administrador, economista y político venezolano, diputado a la Asamblea Nacional de Venezuela y coordinador nacional del movimiento Primero Venezuela.

## Biografía
Brito estudió Administración de empresas y finanzas en la Universidad Nacional Experimental Simón Rodríguez (UNESR). Perteneció al MAS y luego milita en las filas del partido Podemos.
Fue elegido concejal del Municipio Simón Rodríguez en las elecciones municipales del año 2005, cargo en el que permaneció hasta el año 2008. En los comicios del año 2013 se postula a alcalde del Municipio Simón Rodríguez con el apoyo de la Mesa de la Unidad Democrática, obteniendo el 34 % y 25 618 votos, perdiendo ante el candidato del PSUV, Jesús Figuera.
Bajo la bandera de Primero Justicia, se postula en las parlamentarias de 2015 como diputado por el Estado Anzoátegui, escaño que consigue para el período 2016-2021.
El 1 de diciembre de 2019, es expulsado de las filas de Primero Justicia. El 16 de junio de 2020, a Sala Constitucional falló al amparo presentado por Brito y Conrado Pérez nombrando como coordinador Nacional a José Brito y destituyendo a Julio Borges y Tomás Guanipa, pero el 4 de septiembre de 2020, la Sala Constitucional anuló dicha sentencia. Al quedarse sin partido político, junto a diferentes dirigentes nacionales y regionales, deciden conformar Primero Venezuela para participar en las elecciones parlamentarias de diciembre.
En 2021, se postula como candidato a la gobernación del estado Anzoategui, con el apoyo de los partidos que formaban parte de la Alianza Democrática, obteniendo el 28,04% de los votos, superando a Antonio Barreto Sira, que buscaba la reelección, pero perdiendo ante Luis José Marcano, candidato del oficialismo.

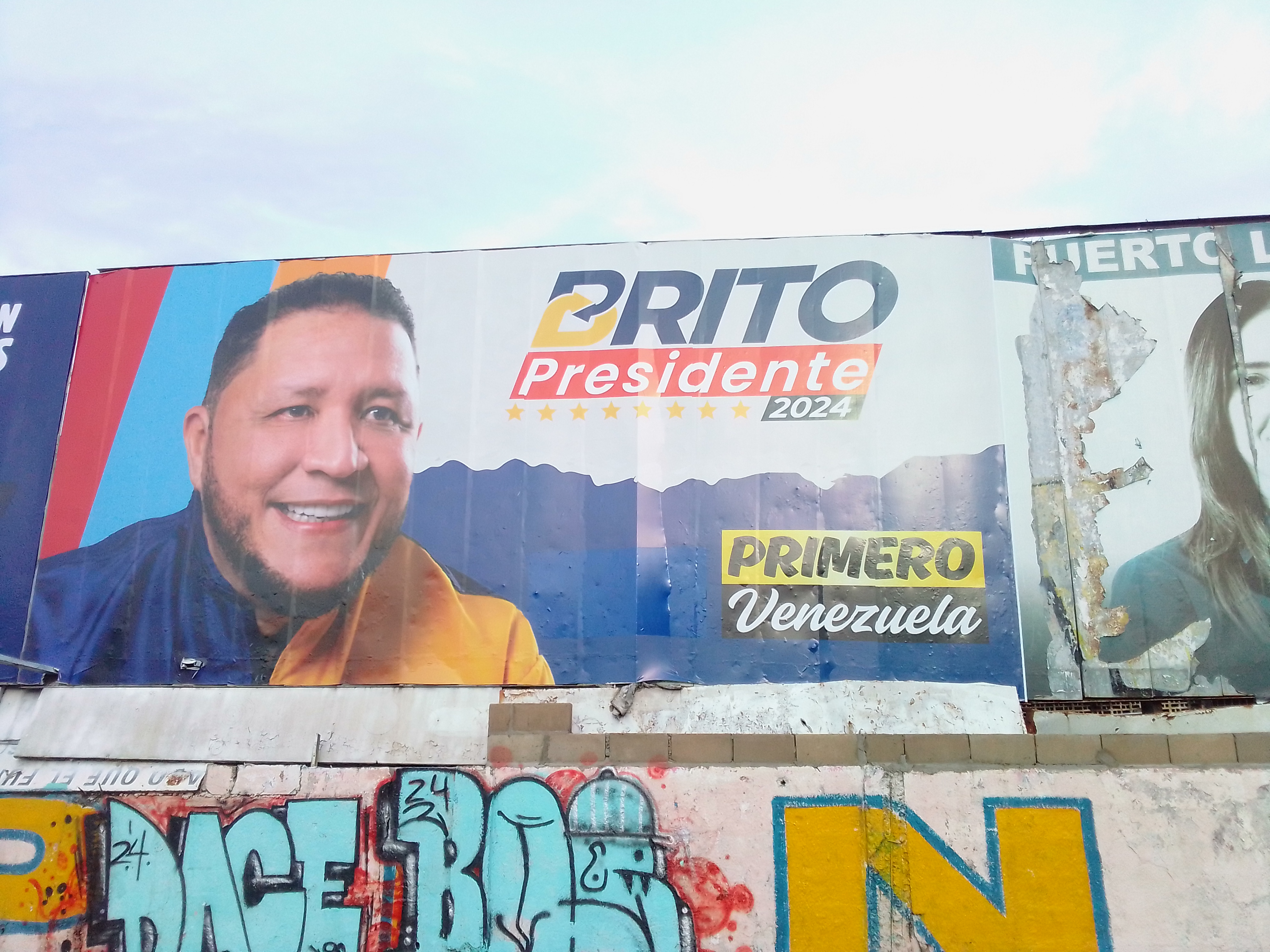
Valla de José Brito

En marzo de 2024, se postuló como candidato presidencial, recibiendo inicialmente el apoyo de Primero Venezuela, Venezuela Unida y Unidad Visión Venezuela. Posteriormente, recibiría el apoyo de la facción judicializada de Primero Justicia, luego que el Tribunal Supremo de Justicia interviniera el partido a favor de Brito.

## Controversias

### Operación Alacrán
El 5 de diciembre de 2019 el portal Armando.info señaló a Brito como uno de los implicados en presuntos hechos de corrupción para «limpiar la reputación» de empresarios colombianos vinculados al gobierno de Nicolás Maduro y a la red de malversación de fondos de las ayudas sociales del Comité Local de Abastecimiento y Producción (CLAP). En respuesta a dichas señalaciones, Brito aseguró que 70 diputados exigieron a Juan Guaidó el estado de los recursos recibidos de la ayuda humanitaria. Guaidó señaló no conocer ninguna carta firmada por 70 diputados. El mismo día, la Agencia de los Estados Unidos para el Desarrollo Internacional aclaró que el gobierno interino presidido por Guaidó no administra dinero de la ayuda humanitaria.
Brito afirmó que «hay una rebelión en la Asamblea» contra el presidente del parlamento, Juan Guaidó y que se abstendría en la votación para un nuevo mandatario legislativo el 5 de enero de 2020.
El 13 de enero de 2020 el Departamento de Tesoro de Estados Unidos sancionó a siete diputados por su participación en el intento de juramentar a una junta directiva parlamentaria paralela, incluyendo a José Brito.

## Sanciones
En enero de 2020 la secretaría del tesoro de Estados Unidos sancionó a Brito y los miembros de la comisión delegada escogida por Luis Parra, así como otros cuatro diputados que se le aliaron. Sus activos en Estados Unidos fueron bloqueados y no pueden hacer negocios con empresas o ciudadanos estadounidenses.